# Töreboda (comune)
Töreboda è un comune svedese di 9 152 abitanti, situato nella contea di Västra Götaland. Il suo capoluogo è la cittadina omonima.

## Località
Nel territorio comunale sono comprese le seguenti aree urbane (tätort):
- Älgarås
- Moholm
- Töreboda